# Фомина, Илона Сергеевна
Илона Сергеевна Фомина (род. 24 апреля 1993) — российская самбистка и дзюдоистка, призёр первенства России по дзюдо среди юниоров, бронзовый призёр чемпионата России по самбо, мастер спорта России.

## Спортивные результаты
- Первенство России по дзюдо среди юниоров 2011 года — ;
- Первенство России по дзюдо среди юниоров 2012 года — 5 место;
- Первенство России по дзюдо среди юниоров 2013 года — 7 место;
- Чемпионат России по самбо 2015 года — ;